# Al Kaline
Albert William “Al” Kaline (Baltimore, Maryland, 19 de diciembre de 1934-Bloomfield Hills, Míchigan, 6 de abril de 2020) fue un beisbolista de las Grandes Ligas que jugó toda su carrera (22 temporadas) para los Detroit Tigers. Es miembro del Salón de la Fama desde 1980.
La mayor parte de su carrera jugó en los jardines, principalmente en el derecho, donde fue respetado por su poderoso brazo. Cerca del final de su carrera jugó en primera base y en su última temporada fue el bateador designado de los Tigers.

## Carrera en Grandes Ligas

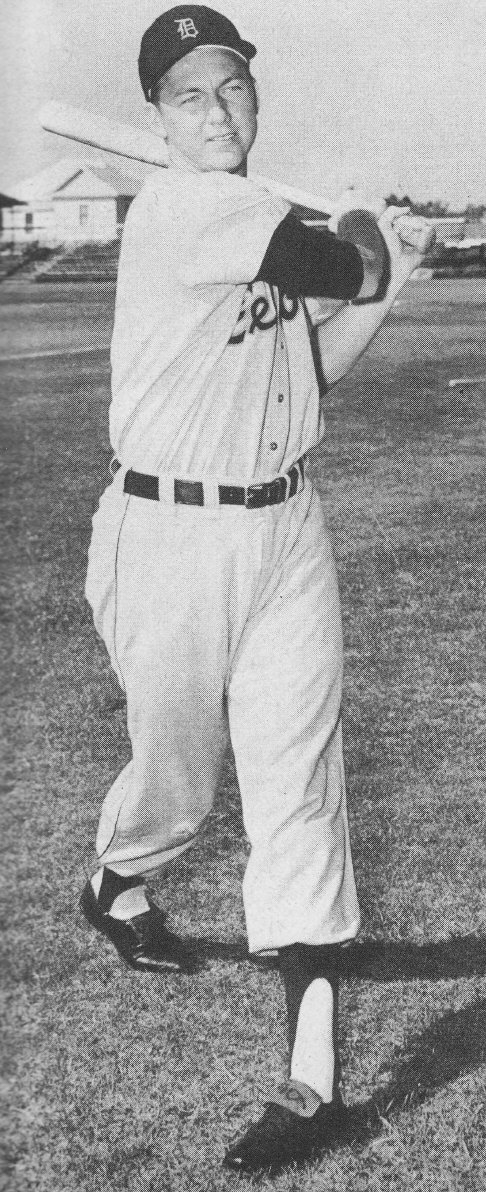
Kaline in 1957

Kaline nunca actuó en las ligas menores, sino que pasó directamente desde el Southern High School de Baltimore a los Detroit Tigers, con solo 18 años y recibiendo la suma de $35 000 por la firma del contrato. Hizo su debut el 25 de junio de 1953 en Philadelphia, reemplazando al jardinero Jim Delsing. Kaline llevó el número 25 durante la temporada de su debut, pero, al final de la campaña, le pidió a su compañero de equipo Pat Mullin el n.º 6. Kaline lució el n.º 6 en su uniforme por el resto de su carrera.
En 1955, Kaline terminó la temporada con un average de .340, convirtiéndose en el jugador más joven de la historia en ganar el título de bateo de la Liga Americana. Ty Cobb también ganó el título de bateo con 20 años, pero nació un 18 de diciembre, o sea que era un día más viejo que Kaline cuando ganó. Durante la temporada de 1955, Kaline se convirtió en el 13er jugador de Grandes Ligas en conectar 2 jonrones en un inning, además de ser el más joven en conectar tres jonrones en un partido. En esa temporada terminó con 200 hits, 27 jonrones y 102 carreras impulsadas y se ubicó segundo en la votación del Jugador Más Valioso (MVP) de la Liga Americana, por detrás de Yogi Berra. La siguiente temporada (1956) la finalizó con .314 de average, 27 jonrones y 128 carreras impulsadas. Fue el líder de los jardineros de la Liga de 1956 en asistencias, con 18 y nuevamente en 1958 con 23. En 1963, Kaline promedió para .312 con 27 jonrones y 101 carreras impulsadas, para terminar nuevamente segundo de la votación por el MVP de la Liga Americana, esta vez, por detrás de Elston Howard.
Aunque Kaline se había perdido dos meses de la temporada de 1968, debido una fractura en un brazo, regresó a la alineación cuando el mánager de los Tigers, Mayo Smith, sentó al shortstop Ray Oyler para traer al jardinero central Mickey Stanley a jugar esa posición y abrir un espacio en los jardines para Kaline. Luego, la ESPN seleccionaría el movimiento del mánager Smith, como una de las diez mejores decisiones técnicas de la historia de la centuria. En la Serie Mundial de 1968 los St. Louis Cardinals habían ganado tres de los primeros cuatro partidos, e iban ganando el quinto por marcador de 3-2 en el séptimo inning, cuando Kaline conectó un sencillo con las bases llenas que impulsó dos carreras. Los Tigers terminaron ganando ese partido y los dos siguientes, para ganar su primera Serie Mundial desde 1945. En su única aparición en Series Mundiales, Kaline promedio para .379 con dos jonrones y ocho impulsadas en siete partidos.
El 24 de septiembre de 1974, se convirtió en el 12.º jugador de las Grandes Ligas en arribar a la marca de 3000 hits, cuando le conectó un doble al lanzador de los Orioles Dave Mcnally. Kaline finalizó su carrera con 3007 hits (25.º de todos los tiempos), 399 jonrones (récord para los Tigers y 43.º de todos los tiempos) y 1583 carreras impulsadas. Bateó sobre .300 en nueve ocasiones para terminar su carrera con average de .297, aunque nunca se le consideró un bateador de fuerza, conectó 25 o más jonrones en siete ocasiones durante su carrera.

## Distinciones recibidas
Kaline fue seleccionado para ingresar en el Salón de la Fama en 1980, convirtiéndose en el décimo jugador de la historia en ser elegido en su primer año de elegibilidad. Además, fue el primer jugador de los Tigers que le fue retirado el uniforme (n.º 6). Ganó diez Guantes de Oro (1957-59 y 1961-67) por su excelencia a la defensa y participó en 15 Juego de Estrellas (1955-67, 1971, 1974). En 1999, se ubicó en el número 76 en la lista de los 100 mejores jugadores de béisbol de la historia (100 Greatest Baseball Players) publicada por “The Sporting News” y fue nominado como finalista del Juego de la Centuria de las Grandes Ligas (Major League Baseball All-Century Team).

## Fallecimiento
Falleció a los ochenta y cinco años en su domicilio en Bloomfield Hills (Míchigan) el 6 de abril de 2020, las circunstancias del deceso no fueron difundidas.